# Service commun universitaire d'information et d'orientation
Le SCUIO est le Service Commun Universitaire d'Information et d'Orientation, chargé également de l'insertion professionnelle des étudiants. Ce service présent dans toutes les universités françaises a été créé en 1986 par décret publié dans le JO du 12 février de cette année. Il peut avoir différents noms :   POIP , CELAIO, CIDO, Espace Etudiants Emplois
Entreprises, Planèt'Info, SCAIOP,SIOE, SIOU, SOIE, SUAIO , ...
Ces services ont remplacé les Cellules d'Accueil, d'Information et d'Orientation mises en place progressivement depuis 1973 sous l'impulsion de Geneviève Latreille.

## Les missions du SCUIO
Ses missions sont d'accompagner l'orientation et la préparation de l'insertion professionnelle des étudiants et toutes les personnes désirant suivre tout ou partie de leurs études dans l'université, notamment celle dont dépend le SCUIO. 

## Les ressources documentaires des SCUIO
Tous les SCUIO  élaborent et mettent à disposition un fonds documentaire ciblé et organisé sur les formations et les métiers, la recherche de stage et d'emploi, le marché de l'emploi et les entreprises.
Ils mettent en œuvre des actions de formation des usagers à la recherche d'informations.
Un certain nombre de catalogues sont accessibles en ligne : 
- DOSI (Direction de l'Orientation, des Stages et de l'Insertion)[1] - Université Toulouse Jean Jaurès

- Site universitaire d'aide à l'information et à l'orientation (SUAIO)
  - SUAIO[2] - Université Lille 1
  - SUAIO[3] - Université Lille 2
  - SUAIO[4] - Université Lille 3
- SOIE[5] - Université Lyon 1 Claude Bernard
- SCUIO[6] - Université Lyon 3 Jean Moulin
- SCUIO[7] - Université Paris 1 Panthéon-Sorbonne
- SIOU-BAIP[8] - Université de Reims Champagne-Ardenne : URCA
- Espace Avenir[9] - Université de Strasbourg // CREA - Catalogue de ressources documentaires d'Espace Avenir
- Espace Etudiants Emplois Entreprises[10] - Université Toulouse 3 - Paul Sabatier
- SCUIOIP[11] - Université de Montpellier III Paul Valéry -
- SUIO[12] - Université d'Aix Marseille -

## Les services du SCUIO
Tous les SCUIO reçoivent les étudiants quotidiennement et proposent des entretiens individuels avec des chargés d'orientation et d'insertion professionnelle.
Des conseillers d'orientation-psychologues sont présents dans la plupart des SCUIO et assurent la transition entre lycée et université. 
De nombreux SCUIO participent à l'ingénierie pédagogique et à l'organisation et l'animation des modules d'accompagnement à la construction du projet personnel et professionnel validés par des crédits ECTS dans la formation. 

## Organisation des SCUIO au niveau national
Les SCUIO sont représentés au niveau national par la Conférence des Directeurs de SCUIO.
Le bureau de la conférence œuvre à la reconnaissance des missions des services et participe à la valorisation du travail mené pour la réussite des étudiants, pour la construction du projet de formation et pour l'accompagnement vers l'emploi.
Le bureau organise tous les 18 mois environ, les Journées Nationales des SCUIO, coordonne les actions de formation continue du personnel. Il travaille en étroite collaboration avec la Conférence des Présidents d'Université (CPU).